# Маслов, Леонид Романович
Леонид Романович Маслов (1895—1969) — советский военный деятель и медик, генерал-майор медицинской службы (1943).

## Биография
Родился 22 августа 1895 года в Белгороде в семье железнодорожника.
В 1915 году окончил Тифлисскую военно-фельдшерскую школу, после чего служил фельдшером в Русской императорской армии. С июня 1920 года находился на военной службе в РККА, был участником Гражданской войны.
В 1929 году окончил Ленинградскую Военно-медицинскую академию (ВМА, ныне Военно-медицинская академия имени С. М. Кирова). Служил на должностях от младшего врача 1-го Читинского полка 1-й Тихоокеанской дивизии до начальника различных военных госпиталей — Никольско-Уссурийского, Иркутского, Киевского и других. С 1938 года — бригадный врач, начальник Харьковского военно-медицинского училища. В начале 1941 года окончил курсы высшего начальствующего состава при академии Генерального штаба. Участвовал в Великой Отечественной войне — служил начальником медицинской службы Юго-Западного направления (1941), начальником управления кадров и подготовки главного военно-санитарного управления Красной армии (1942). С 25 марта 1942 по 15 января 1943 года Л. Р. Маслов был начальником Военно-медицинской академии. Затем снова находился на фронте — был начальником военно-санитарного управления Юго-Западного, 3-го Украинского и 2-го Белорусского фронтов (1943—1944). В 1944—1945 годах работал начальником кафедры военно-медицинской подготовки Киевского медицинского института (КМИ, ныне Национальный медицинский университет имени А. А. Богомольца), затем руководил военно-санитарным управлением Прикарпатского военного округа.
Уволился из армии в 1947 году. Работал старшим научным сотрудником Военно-медицинского музея Министерства обороны СССР (ныне Военно-медицинский музей).
Умер в Ленинграде 3 августа 1969 года, был похоронен на Богословском кладбище (участок 32).

## Награды
Был награждён орденом Ленина, тремя орденами Красного Знамени, орденами Отечественной войны 1-й степени и Красной Звезды, а также многими медалями и иностранными наградами.